# 謙祥益
謙祥益，原是中国的一家老字号绸缎庄，发源于山东省周村，现已分为中国各地的若干家商业企业。

## 简介

### 创建过程
“谦祥益”的创办人孟毓溪，山东省章丘县旧军镇人，是孟子的后裔。早在明朝洪武二年（1369年），孟子第五十五代孟子伦一支，从直隶省枣强县迁入山东省章丘县旧军镇。孟子伦兄弟初到旧军镇时，乃是流亡初定之家，孟家在这里传了七代，到第六十一代孟宏谦时，已经“能以耕读付二弟，寇至则以约众戒守，差赋则典质与之”。清朝康熙年间，到孟宏谦之子孟闻助时，孟家在财富和科举上均有收获，开始发达，发达后购置大量土地并经商（孟家开始经商时间无考，据传孟家自明朝便开始经商）。当时，章丘县及邻县盛产一种名叫“寨子布”的土布，孟家便在旧军镇开设“鸿记布庄”收购寨子布，到周村、济南等地出售。这一生意世代相传，到孟闻助第五代孙孟兴泰时，已经由行商变成了坐贾，在北京、济南设立“祥字号”布店，孟兴泰便是日后谦祥益的始祖。
清朝嘉庆年间，孟兴泰之后孟毓溪首先在周村开设“恒祥染坊”。嘉庆末年，资东（孟毓溪）的远房外甥董连元入店学徒，受到孟毓溪父子的赏识，后来被资东孟传珠任命为经理，随之将恒祥染坊更名为“谦祥益”。董连元任经理期间，谦祥益迅速发展，除了周村之外，又在直隶省任丘县设分号，在上海设住庄。因经营得法，谦祥益积累了大量资金，为了扩大经营，谦祥益经理董连元携部分资金赴北京开设了分号，建店于1840年以前，具体时间从1820年至1840年说法不一，此即北京谦祥益，店址设于北京前门外东月墙。
北京谦祥益此后成为一家实力雄厚的老字号绸布店，是北京丝绸业“八大祥”中最早开业的一家。“谦祥益”意为“谦慎祥和恒为益”，取自《孟子》“满招损，谦受益”。该名是希望后辈在经营中牢记孟子教诲，以“满”为戒，并为店铺的顾客带来祥和。

### 发展壮大
北京谦祥益创建之后，生意非常兴隆。该店在前门外鲜鱼口建“谦祥益南号”，光绪8年（1882年）在前门外珠宝市建“益和祥”，光绪28年（1902年）在北京钟鼓楼建“谦祥益北号”。此外，该店还以北京谦祥益为总店，在中国各地开设分号。
1900年庚子事变时，前门外东月墙的谦祥益老号遭到烧毁。宣统元年（1909年），在前门外廊房头条重建谦祥益老号。清末民初，谦祥益达到鼎盛时期，此时，资东是孟养轩，孟家先后在周村、任丘、上海、济南、天津、烟台、苏州、汉口、青岛等地开设20多处谦祥益绸布店，形成了规模庞大的谦祥益系统，总投资白银400万两，折合银圆600万元，成为中国规模最大的丝绸布匹店。
1920年代，北洋政府随着北伐而倒台，南京国民政府定都南京，军阀、官僚大多离开北平，北平市场日益萧条，谦祥益的营业额大幅下降。1931年九一八事变后，华北局势十分紧张，谦祥益总号从北平迁往上海。1937年七七事变后，谦祥益的生意骤降。到1945年日本投降时，北京谦祥益的经营状况已极度恶化，后来经资东努力调整经营才有好转。不久，由于第二次国共内战、国民政府发行金圆券形成恶性通货膨胀，谦祥益刚有好转的经营又遭重创。
1949年中华人民共和国成立，定都北京，谦祥益的经营也获得很大改善，1951年在北京前门外长巷头条建“谦祥益织布厂”。1955年9月，北京谦祥益纳入公私合营，实行社会主义改造。

### 各地变化
1949年前后，中国各地的谦祥益共有24家。此后数十年间，中国各地的谦祥益分号，有的关闭，有的改为经营其他商品：上海、天津、苏州、杭州等地已没有谦祥益的房产和字号；周村、任丘已没有谦祥益字号，但应仍有房产；青岛谦祥益改营小商品；武汉谦祥益经营五金。北京各家谦祥益情况如下：位于前门外鲜鱼口的谦祥益南号已没有房产和字号；位于北京钟鼓楼的谦祥益北号后来被改成友谊时装厂，已没有房产和字号；位于廊房头条的谦祥益总号，公私合营时迁至位于珠宝市街的益和祥（现北京谦祥益），其原位于廊房头条的房产被分配给北京五金交电公司，后被改建为“无量宾馆”，外观保留着谦祥益老号的门面，但内部结构已改变。目前，仅有北京谦祥益、济南隆祥仍在经营丝绸。如今，北京谦祥益是中国规模最大、经营品种最为全面的丝绸专业店之一，主营丝绸服装、丝绸面料、丝绸工艺品。

## 北京谦祥益
北京谦祥益在清末时期，主要服务王公贵族、达官显贵、八旗子弟。清朝灭亡后，消费者变为清朝遗老、党政要人、社会名流、民族资本家、农村富户。京剧大师叶盛章、萧长华、余叔岩、马连良等人，都曾为谦祥益的常客。京剧科班“富连成”与谦祥益交谊深厚，其服装多数由谦祥益提供。文化大革命前，北京谦祥益还保存有齐白石、李少春、段祺瑞、徐世昌、蔡锷等名人的字画，但在文化大革命期间均被毁或遗失，现在仅存中华民国三清会总头魏奇（魏大可）的一幅题字。
北京谦祥益在1955年公私合营时迁至位于珠宝市街的原“益和祥”的门面。1978年，中华人民共和国商业部、中华人民共和国纺织工业部鉴于中国丝绸文化对世界的影响以及北京独特的地理位置，并考虑到谦祥益地处前门商业街，靠近天安门广场，又具有经营丝绸的经验，便将其更名为“北京丝绸商店”。2000年，谦祥益进行股份制改造后，将“北京丝绸商店”复名为“谦祥益”，成为“北京谦祥益丝绸有限责任公司”。
在前门大街改造工程中，2008年2月，北京谦祥益突然被政府拆迁办通知拆迁。此后，北京谦祥益以此处门面已被列为文物保护单位为由，拒绝拆迁，最终开发商在政府支持下，迫使北京谦祥益签订了有条件回迁协议，北京谦祥益虽然仍可在两年后回迁该门面，但遭受了重大经济损失。
北京谦祥益的总店从公私合营后一直设在珠宝市街的原“益和祥”的门面处。该店位于前门大街五牌楼西侧。这座建筑的结构同大栅栏的瑞蚨祥的建筑结构相同，均为两层木制天井结构。后来，为了扩大营业面积，填平天井、楼梯改道，但老店的风貌依然存留。益和祥的后院和位于廊房头条的谦祥益老号的后院相通，就是说有两个店面、一个后院。改革开放初期，此处还有大批原谦祥益的家具、桌椅等物，后来政府修李大钊纪念馆等场馆时，这些物品被调拨至他处，如今仅存少量物品。这处原“益和祥”的门面于1995年作为“谦祥益旧址门面”列入北京市文物保护单位，2006年又作为“大栅栏商业建筑”的组成部分被列为第六批全国重点文物保护单位。
这处门面上悬挂的匾额多次更换。2008年时，悬挂的匾额是努尔哈赤第十三代嫡孙兆瑞题写的“谦祥益”。
此外，位于廊房头条11号的“谦祥益老号旧址门面”是北京市西城区普查登记文物，现为北京坊的组成部分。

## 天津谦祥益
天津谦祥益绸布店位于估衣街，列为天津市文物保护单位、天津历史风貌建筑。

## 汉口谦祥益
汉口谦祥益开设于1885年，曾在汉正街开设3家分店。1950年代公私合营后，改为国营谦祥益商场。

## 青岛谦祥益
青岛谦祥益开设于1911年，位于北京路9号，为三层楼房，约建于1920年代。21世纪初，此处为谦祥益商厦，地上古典风格建筑保留，另扩建了地下商场。该楼被列为山东省优秀文化历史建筑。2010年，中山路旧城改造北京路围合地块拆迁，谦祥益的建筑获得保留。2011年，关闭了三年的谦祥益挂出横幅，准备恢复营业。但至今仍未恢复营业。